# 復讐法廷 (2015年のテレビドラマ)
『復讐法廷』（ふくしゅうほうてい）は、テレビ朝日系で2015年2月7日の21:00 - 23:06（JST）に放送されたスペシャルドラマ。“復讐殺人”をテーマとしたリーガルサスペンス作品で、その背景にある司法の不備、人間が人間を裁く意味を問う。
アメリカの小説家・ヘンリー・デンカーに同名小説作品があるが、ヘンリーの名前や著作名はエンドロールにも公式サイトにもクレジットされず、「原作」や「原案」とは扱われなかった。しかし本編の最後に「本作はヘンリー・デンカー著『復讐法廷』のモチーフを参考にしておりますが、発表された当時のアメリカと現代の日本との時代背景や法律体系の違いに鑑み、オリジナルの部分を創作、付与して制作しております」とのテロップが入った。

## 製作
主演は田村正和で、『古畑任三郎』シリーズの刑事や『三億円事件』の保険会社調査員役など、いつもの真実を追求する側の役とは対照的な“逮捕されて追及される側”である殺人を犯した被告人・中原誠司を演じている。自身にも娘がいるため、娘を乱暴した上に殺した犯人への憎しみや殺意について理解はできるものの、実行に移すまでの気持ちはなかなかつかめず、役作りには悩んだという。共演は竹内結子で、中原側に立つ弁護士・緒方信子を演じ、被告人が死刑を望むという一見勝ち目のない裁判に挑む。竹内が弁護士を演じるのは初めてで、田村との共演は2004年3月30日放送のフジテレビ系ドラマ『新ニューヨーク恋物語』以来約10年ぶりとなる。
脚本は田村が信頼し、絶大な賛辞を送る竹山洋が担当し、監督も田村が『ラストラブ』などで長年付き合いのある藤田明二の演出でやりたいと希望し、実現した。

## あらすじ
中原由紀子が強姦された末に殺され、岩崎健二という男が逮捕された事件の裁判が行われていた。しかし物的証拠はほとんど無く、起訴は厳しい取り調べの後の岩崎の自白に頼るものであったため、刑事訴訟法319条第1項により、強制・脅迫による自白は証拠にすることができないと証拠能力が認められず、由紀子が自分で岩崎の車に乗り込んだという目撃証言もあったため、岩崎には無罪が言い渡される。愛娘を殺した極刑となるべき男が法の抜け穴によって無罪放免となった許しがたい事実、そして心労で病を患い失意の中亡くなった妻・明子の姿を見た由紀子の父・中原誠司は復讐を決意。知人の仲春一から猟銃の使い方を教わった末、岩崎を射殺し、そのまま出頭する。そして岡田純紀検事による取り調べで、中原は自らを「岩崎にレイプされて殺された中原由紀子の父親です」と名乗り、日本国に代わって岩崎への死刑を執行したことと、それを行わない大罪を犯した司法への弾劾を宣言する。
検事を辞め、弁護士としての道を歩み始めていた緒方信子は、亡き父と親友でもあった吉岡勇判事から呼び出され、中原の弁護をもちかけられる。中原には罪を軽くしたいという意思が全く無いため、今までついた3人の弁護士も全員辞めてしまっていた。引き受けることを決めた信子は中原と接見するが、やはり中原は首を縦にふらない。しかし信子はめげずに由紀子の遺体発見現場を訪れたり、岩崎を主に取り調べた湯浅警部補から改めて事件のことを聞き出す。中原の自宅まで訪れ、由紀子との思い出でもある柿まで持ち出す信子のひたむきな姿に由紀子の面影を見つけた中原は、信子に弁護を任せることを決める。
検事たちから一事不再理だと釘を刺されるが、信子は今回の裁判では由紀子の事件の真相を明らかにすることが不可欠だと考え、レイプ事件を調べ続ける。そして、由紀子が初めて一人暮らしを始めた所沢市内のアパートからある日突然川崎のテラスハウスに引っ越したことや、親友の清水真理など誰から聞いても由紀子は奥手で近くに男の影が無いにもかかわらず、岩崎に強姦された時はすでに処女ではなかったことを不思議に思う。事件の鍵はそこにあると考えた信子は中原に改めて問いただし、由紀子が実家を出た理由に、想いを寄せていた原田龍一という男の存在があることを知る。原田は中原の大学の助手で、実は中原は原田と由紀子がうまくいけばと望んでいたが、原田から他に意中の女性がいると打ち明けられたため由紀子から遠ざけようとし、由紀子は反対されたと思って実家を出た末、レイプ事件に遭ったのだった。しかし信子が原田に確認したところ、原田は由紀子の初体験の相手は自分ではないと否定する。
一方で、中原の裁判員裁判は着々と進んでいた。中原は第1回公判の罪状認否で起訴状の内容には異論を述べたため、無罪を主張しているとされたが、裁判の流れは有罪に傾きかけていた。なんとか中原を救う方法はないのかと考えていた信子は、恋人の安田陽一に言われ、由紀子の処女を奪ったのも岩崎だったのではないかという可能性に思いあたる。そして、原田がまだ何か言い足り無さそうだったのを思い出し再び連絡したところ、由紀子から送られてきたという未開封の手紙を渡される。
第4回公判。信子は由紀子の手紙を証拠として提出し、中原にそれを朗読させる。そこには信子の想像通り、殺される9か月前にすでに岩崎にレイプされたことや、そのことを警察に相談するも「告訴するなら根掘り葉掘り聞かれるぞ」と信じられないような対応をされたことなどが書かれていた。岩崎の事件を担当し、裁判を傍聴していた小田豪一元判事が岩崎の裁判は間違いだったと叫ぶ中、中原は由紀子の不名誉が晴れたことを喜び涙を流しながらも、自らについては死刑を望む姿勢を崩さず、信子は悔し涙を流す。裁判員評議会では被告人の陳述に泣いたという人間が多数だったが、復讐を認めるのはまずいという意見も出された。
そして迎えた判決日。吉岡勇判事は懲役3年、執行猶予5年を言い渡し、中原はその日にうちに釈放される。中原は自宅へ戻り、庭のチェアーに座って由紀子や妻の明子のことを思い出す。

## キャスト
中原 誠司（なかはら せいじ）
演 - 田村正和
元大学の美術科教授。元々は穏やかで虫も殺さないような人間だったが、娘の由紀子を殺したにもかかわらず無罪となった岩崎を自らの手で射殺し、罪に問われる。自らの死刑については回避しようという気がないため弁護士がつくことを拒否し、それよりも岩崎を裁かなかった司法と戦うことに専念しようとするが、信子の熱意に触れるうち、弁護を任せることを決める。
音楽が趣味で、こだわりのステレオを持っている。
緒方 信子（おがた のぶこ）
演 - 竹内結子
2012年9月30日までさいたま地検の検事だったが、理不尽な理由で痴漢の起訴すらさせてくれない上司の篠崎に辞表を叩きつけて辞めた。その後「スター法律事務所」の弁護士となり、中原の弁護を引き受けることになる。キャリアは浅いが、持ち前のガッツとひたむきな姿で次第に信用を得て、中原からは「のんちゃん」と呼ばれるようになる。安田という恋人がいるが、現在は仕事一筋であり結婚には目もくれない。
父親も人権派弁護士だったが、公判中に脳梗塞で亡くなった。
中原 由紀子（なかはら ゆきこ）
演 - 柳生みゆ（小学生時代：荒田悠良）
中原誠司・明子夫妻の娘。大学を卒業して就職したばかりの頃、強姦された末に殺害される。
岩崎 健二（いわさき けんじ）
演 - 中尾明慶
由紀子を強姦したうえに殺したとして逮捕されたが、裁判で無実が確定する。実は2009年の夏に公園でジョギングをしていた主婦を車に乗せようとした強姦未遂の前歴もあった。
釈放後は銀座のバーで働いていたが、店を訪れた中原誠司によって射殺される。
中原 明子（なかはら あきこ）
演 - 市毛良枝
中原誠司の妻で由紀子の母。岩崎が無罪になってから半年後、心労から重い心臓病を発症し、1年後に亡くなってしまう。
中原 遼（なかはら りょう）
演 - 渡辺大
中原誠司・明子夫妻の息子。現在はペルー在住で宣教師として布教活動を行っている。最初は岩崎のことは忘れて誠司にもペルーへ来るよう勧めていたが、誠司が仇を討ったと聞き、帰国して面会し、「よくやったね」と誠司を激励する。
宇田 栄子（うだ えいこ）
演 - 手塚理美
中原誠司の妹。第2回公判で弁護側の証人として出廷し、優しかった兄が鬼のような行為に出たのは全て岩崎のせいだと証言する。
仲 春一（なか しゅんいち）
演 - 森本レオ
中原誠司の知人。中原に猟銃の扱い方を教える。第1回公判で検察側の証人として出廷し、中原のような立派な人間がもし殺人を犯したのなら深い理由があるはずだと証言する。
安田 陽一（やすだ よういち）
演 - 長谷川朝晴
信子の婚約者。会社員。結婚指輪を無理矢理渡すなど話を早く進めたいが、仕事を何より優先させる信子にいつも邪険にされ、振り回されている。しかし信子の悩みや疑問には真摯に耳を傾け、時にはヒントとなるような意見も口にする。
湯浅（ゆあさ）
演 - 水橋研二
所沢南警察署警部補。由紀子の事件を担当し、熾烈な取り調べで岩崎から自白をとった張本人。自らが原因で岩崎を無罪にしてしまったことを苦々しく感じており、由紀子の事件を洗い直す信子に対し、守秘義務で自白調書は見せられないと言いつつ、信子の質問には協力的に答える。
第1回公判で検察側の証人として出廷し、由紀子の遺体と対面した時の中原の様子を証言する。
木村
演 - 木原勝利
所沢南警察署の刑事で湯浅の後輩。湯浅と共に由紀子の事件を担当した。
清水 真理
演 - 松尾薫
由紀子の中学時代からの親友。裁判中、中原誠司を応援するべく何度も話しかけ、退廷させられてしまう。由紀子が岩崎の車に自ら乗ったという目撃証言については、そんな子ではないと断言する。
原田 龍一（はらだ りゅういち）
演 - 高橋光臣
中原誠司の大学での元助手で、由紀子が密かに恋心を抱いていた相手。一時は由紀子と付き合おうとするが、罪悪感を感じ、由紀子の他に好きな人がいることを中原に正直に打ち明け、その後助手も辞め、アメリカに留学する。現在は結婚している。
岡田 純紀（おかだ すみのり）
演 - 田中哲司
東京地検の検事。人間は自分の手で人を裁く権利があるのかということに法律上の問題があると考え、中原誠司の事件をどうしても担当したいと自ら申し出た。
平本 暁子
演 - 古村比呂
検事。岡田検事とともに中原の事件を担当する。
松本 淳也
演 - 玉木健仁
検事。岡田検事とともに中原の事件を担当する。信子1人で日本国と戦うのは無理だと断言する。
篠崎 昭（しのざき あきら）
演 - 小野武彦
信子の元上司の検事正。信子が中原を弁護すると聞き、裁判所相手に喧嘩をするのかと嫌味を言いにくる。
小田 豪一（おだ ひでかず）
演 - 平泉成
東京地方裁判所の元判事で、岩崎が無罪となった事件の裁判官を務めていたが、無罪判決を聞き、泣き崩れた中原明子を見てニヤリと笑った岩崎を見て一喝した。現在は退職し、弁護士となっている。退職理由を「健康上の理由」としているが、実際は岩崎が無罪になったことが不服で裁判官を辞めた。
信子に弁護側の証人として出廷することを求められるが、裁判所には恩義があると拒否。しかし結局、第4回公判で証人喚問され、出廷することになる。
吉岡 勇（よしおか いさむ）
演 - 岸部一徳
東京地方裁判所判事。信子の父とは親友だった。中原を弁護するよう信子にもちかけるとともに、中原誠司の裁判の裁判長をつとめる。
裁判長
演 - 立川三貴
岩崎の裁判の裁判長。
酒井 芳江
演 - 楠見薫
「スター法律事務所」の事務員。
別所 新一
演 - 内野謙太
中原の裁判の裁判員。教員。
出井 由美
演 - 和泉ちぬ
中原の裁判の裁判員。不動産屋の妻。
水口 高志
演 - ノモガクジ
中原の裁判の裁判員。小説家。
麻生 益男
演 - 野依康夫
中原の裁判の裁判員。スーパーのマネージャー。
鳥羽 紫
演 - 大河内奈々子
中原の裁判の裁判員。化粧品会社経営。
江里 房雄
演 - 芝本正
中原の裁判の裁判員。洋服店経営。
その他
浅田祐二、柴田善行、西村頼子、橋本隆志、井上紀子、木村康志、三浦憲世、いわすとおる、鎌森良平、山田永二、内藤邦秋、田井克幸、荒田悠良、堀田貴裕、井上久男

## スタッフ
- 脚本 - 竹山洋
- 音楽 - 吉川清之
- 撮影 - 川田正幸
- 照明 - 安藤清人
- 美術 - 吉澤祥子
- 録音 - 立石良二
- 編集 - 米田武朗（J.S.E.）
- 記録 - 斉藤文
- VE - 今西貴充
- 助監督 - 東條政利
- 選曲 - 石井和之
- 音響効果 - 神取涼子
- VTR編集 - 奥村祐介
- 整音 - 和田秀明
- 装置 - 小高良太
- 小道具 - 高津商会
- 装飾 - 極並浩史
- 持道具 - 岩花学
- 衣裳 - 東京衣裳
- スタイリスト - 今村文子、大迫靖秀（田村正和担当）、宮本茉莉（竹内結子担当）
- 美粧 - 東和美粧
- メイク - 佐藤光栄（田村正和担当）、石邑麻由（竹内結子担当）
- CG - 山本貴歳
- スチール - 入江信隆
- 製作主任 - 谷敷裕也
- 演技事務 - 川口彩都美
- 編成 - 飯田爽（テレビ朝日）
- コンテンツビジネス - 金子建（テレビ朝日）
- 宣伝 - 西山隆一（テレビ朝日）
- WEB担当 - 武田京子
- 法律監修 - 本山信二郎
- 裁判指導 - 野元学二
- プロデューサー補 - 西原宗実
- 製作担当 - 山本吉應
- ナレーション - 橋爪功
- チーフプロデューサー - 五十嵐文郎（テレビ朝日）
- ゼネラルプロデューサー - 内山聖子（テレビ朝日）
- プロデューサー - 河瀬光（東映）、榎本美華（東映）、江平光男
- 監督 - 藤田明二
- 制作 - テレビ朝日、東映